# Сарос
Сарос је период од 223 синодичка месеца (приближно 6585,3211 дана, односно 18 година и 11⅓ дана) који се може употребити за предвиђање помрачења Сунца и Месеца. Један сарос након помрачења, Сунце, Земља и Месец ће се наћи у приближно истом релативном положају (готово равној линији), и доћи ће до скоро идентичног помрачења. Ова појава се назива циклусом помрачења. Сар је половина сароса.
Серије помрачења која раздваја период од једног сароса називају се сароски циклус.

## Историја
Најстарији пронађен запис о саросу (додуше не под овим именом) потиче из половине VII века пре нове ере и заслуга је Халдејаца (вавилонских астронома). Зна се да је појам био познат Хипарху, Плинију и Птолемеју. Термин „сарос“ је за циклус помрачења искористио Едмунд Халеј 1691. године, преузевши га из „Суде“, византијске енциклопедије из XI века. У „Суди“ се наводи да је „(сарос) мера и број познат Халдејцима. Јер 120 сароса чини 2222 године према халдејском прорачуну, ако заиста сарос чини 222 лунарна месеца, што је 18 година и 6 месеци.“ Грчка реч очито потиче од вавилонске речи „sāru“ у значењу 3600.
Механички прорачун је уграђен у Механизам са Антикитере.

## Опис
Сарос се, дакле, дефинише као период од 6585,3211 дана (14 простих година + 4 преступне године + 11,321 дана, или 13 простих година + 5 преступних година + 10,321 дана). Користи се за предвиђање тренутка помрачења готово истих особина. Три периодичности повезане са орбитом Месеца, синодички месец, драконски месец и аномалистички месец се подударају са сароским циклусом. Помрачење се дешава када се Месец нађе између Земље и Сунца (у том случају долази до помрачења Сунца), или када се Земља нађе између Сунца и Месеца (помрачење Месеца). До помрачења долази само када је Месец млад (у конјункцији) или пун (у опозицији), редом.

## Однос између лунарног и соларног сароса (сар)
Период од 9 година и 5,5 дана, колико износи половина сароса, јесте сар или соларни сарос. 
Сар обухвата 111,5 синодичких месеци. Након помрачења Сунца или Месеца, и то након временског периода управо дужине сара, десиће се помрачење сличних својстава, и то помрачење Месеца уместо Сунца, и обрнуто. На пример, уколико Месечева сенка (пенумбра) делимично покрива јужни обод Земље током помрачења Сунца, 9 година и 5,5 дана касније ће при помрачењу Месеца сенка коју прави јужни обод Земље делимично покривати Месец. Слично, 9 година и 5,5 дана након потпуног помрачења Сунца, догодиће се потпуно помрачење Месеца.